# Antonio Facchinetti
Antonio Facchinetti (1805. – 1867.), istarski svećenik iz Vižinade.
Od 1831. službovao kao župnik u  Svetvinčentu i okolnim mjestima koji su pripadali ovoj župi.
Godine 1847. u listu L'Istria objavio je djelo Degli Slavi istriani (O istarskim Slavenima). Na vrlo moderan i dokumentiran način prikazao je život, običaje i mentalitet istarskih Slavena tj. Hrvata, posebno onih koji su administrativno i crkveno spadali pod kaštel Svetvinčenat. Facchinetti je bio ugledna i učena ličnost tadašnjega istarskog talijanskog kulturnog kruga i suradnik biskupa Jurja Dobrile. Njegovo djelo, zapravo mala etnološka studija, i danas ima svoju vrijednost.
Facchinetti je poznat po izjavi:
"Ostanimo daleko od one mrske i zlonamjerne predrasude zbog koje držimo da su Slaveni manje vrijedni od nas, po načinu koji osjećaju i na koji se ponašaju, a u odnosu na one ostale iz naše pokrajine koji govore kakvim talijanskim narječjem."

## Vanjske poveznice
- Ukratko o don Antoniju Facchinettiju[neaktivna poveznica]